# Petri Järvinen
Petri Järvinen (Helsinki, 9 mei 1965) is een voormalig profvoetballer uit Finland, die speelde als aanvaller gedurende zijn carrière. Hij beëindigde zijn actieve loopbaan in 2000 bij de Finse club FC Honka. Behalve in zijn vaderland speelde hij verder clubvoetbal in Duitsland.

## Interlandcarrière
Järvinen kwam in totaal 36 keer (vier doelpunten) uit voor de nationale ploeg van Finland in de periode 1989–1996. Hij maakte zijn debuut op 23 augustus 1989 in de vriendschappelijke wedstrijd tegen Joegoslavië in Kuopio. Hij verving Kimmo Tarkkio in de 84ste minuut van het duel dat eindigde in een 2-2 gelijkspel.
| Interlanddoelpunten | Interlanddoelpunten | Interlanddoelpunten | Interlanddoelpunten         | Interlanddoelpunten | Interlanddoelpunten | Interlanddoelpunten | Interlanddoelpunten |
| #                   | Datum               | Locatie             | Wedstrijd                   | Goal(s)             | Score               | Uitslag             | Wedstrijd           |
| ------------------- | ------------------- | ------------------- | --------------------------- | ------------------- | ------------------- | ------------------- | ------------------- |
| 1                   | 29 augustus 1990    | Kuusankoski         | Finland – Tsjecho-Slowakije | 39'                 | 1 – 0               | 1 – 1               | Oefeninterland      |
| 2                   | 16 mei 1991         | Helsinki            | Finland – Malta             | 51'                 | 1 – 0               | 2 – 0               | EK-kwalificatie     |
| 3                   | 14 november 1992    | Parijs              | Frankrijk – Finland         | 55'                 | 2 – 1               | 2 – 1               | WK-kwalificatie     |
| 4                   | 2 juni 1994         | Tampere             | Finland – Spanje            | 17'                 | 1 – 2               | 1 – 2               | Oefeninterland      |

## Erelijst
Valkeakosken Haka
- Suomen Cup